# Вила д'Ајано (Болоња)
Вила д'Ајано (итал. Villa d'Aiano) је насеље у Италији у округу Болоња, региону Емилија-Ромања.
Према процени из 2011. у насељу је живело 152 становника. Насеље се налази на надморској висини од 560 м.